# آرتور (نوادا)
آرتور (به انگلیسی: Arthur) یک منطقهٔ مسکونی در ایالات متحده آمریکا است که در شهرستان ایلکو، نوادا واقع شده‌است. آرتور ۱٬۹۳۴٫۸۹ متر بالاتر از سطح دریا واقع شده‌است.